# Свети мученик Павсилип
Свети мученик Павсилип је свештеномученик античке Цркве који је пострадао под староримским царем Хадријаном (117-138).
После оптужбе пагана, Павслип, који је живео у време када је евтропском провинцијом владао префект Луције, био је ухваћен и изведен пред цара, пред којим се неустрашиво изјаснио као хришћанин. Претучен је гвозденим шипкама и предат владару Претију, који је дуго покушавао да приволи мученика да принесе жртву идолима. Павсилип је био непоколебљив, а владар, који није успео у својим напорима, наредио је да га ставе у ланце и мачем одрубе главу. На путу ка губилишту се свети Павсилип усрдно молио да га Господ избави из руку џелата и пошаље му брзу смрт. Господ га је чуо: мученик, претучен и ослабљен, осети такву снагу да је разбио гвоздене окове и побегао од својих стражара. Они су појурили за њим, али свети Павсилип је погинуо трчећи. Тада су дошли хришћани и са почастима, певајући псалме и свештене химне, свечано сахранили његово свето тело.
Православна црква га помиње 21. априла.